# Cristina Ouviña
Cristina Ouviña Modrego (Zaragoza; 18 de septiembre de 1990) es una baloncestista española. Ocupa la posición de base y milita en el Valencia Basket de la Liga Femenina de baloncesto. Es internacional con la selección española, sumando más de 100 internacionalidades desde 2012, con ella se ha proclamado campeona de Europa en 2013 y 2019.
Es una de las jugadoras más reconocidas y exitosas en la historia del baloncesto español.

## Trayectoria
Empezó con 8 años en Basket Lupus, y el año siguiente entró a formar parte de las categorías inferiores del Centro Natación Helios. Es una jugadora que destaca por su rapidez, sus ganas de aprender y trabajar, y con mucho margen de mejora. Su jugadora favorita era Laia Palau, con la que se ha enfrentado en varias ocasiones.

Internacional con la selección española sub-16 en agosto de 2006 conquistó la medalla de oro en el Campeonato de Europa de esta categoría celebrado en Košice (Eslovaquia) lo hizo, además, siendo decisiva en la mayoría de los encuentros del torneo y jugando a gran nivel en la final ante la República Checa (80-78), con 19 puntos. En 2013, el 30 de junio se proclama campeona de Europa con la Selección tras ganar a Francia, precisamente en su país, la final del Eurobasket de 2013 por un ajustadísimo 70-69.
En el verano de 2021, Cristina jugó con la Selección Femenina Española el Eurobasket Women 2021 celebrado en Francia y Valencia y el los Juegos Olímpicos de Tokio 2020 siendo una pieza fundamental del equipo en ambas ocasiones

## Temporada 06/07
Entró a formar parte de la primera plantilla del equipo de baloncesto Mann Filter de Zaragoza, luciendo mientras jugaba con el equipo júnior. Fue en un partido del sector para participar en el campeonato de España cuando se rompió los ligamentos cruzados y el menisco de la pierna derecha; esto le impidió jugar con la selección española el Europeo.

## Temporada 07/08
Tras recuperarse de su lesión de rodilla, continuó mejorando y jugó 9,3 minutos, en los que metía 2,9 puntos, atrapaba 1,2 rebotes y repartía 0,4 asistencias de media. Ese verano participó con la selección española en el Europeo Sub-18 en Nitra (Eslovaquia), que finalizó en quinta posición. Allí jugó una media de 24,7 minutos en los que promedió 9,2 puntos, 3,8 rebotes y 3,5 asistencias.

## Temporada 08/09
Empezó a tener más importancia en el equipo y aumentó el tiempo en pista hasta los 15,9 minutos en los que consiguió 4,6 puntos, 2,1 rebotes y 1,4 asistencias. Jugó el Europeo Sub-20 en Gdynia (Polonia) del 9 al 19 de julio, donde ganó la medalla de plata tras perder la final contra Francia (52-74). Fue la máxima anotadora de la selección en la final con 17 puntos. Jugó 23,4 minutos, anotó 6,9 puntos, capturó 2,6 rebotes y repartió 2,1 asistencias a sus compañeras. Y lo mejor aún estaba por llegar, el Mundial Sub-19 en Tailandia, donde el 2 de agosto de 2009 consiguió una histórica medalla de plata en el Mundial de la categoría tras perder contra Estados Unidos por 87-71, anotando 4 puntos en la final. Además, Ouviña fue elegida como la mejor base en el quinteto ideal, al anotar 9 puntos, coger 2,6 rebotes y dar 2,1 asistencias en 23,4 minutos, en este quinteto ideal también se encontraba su compañera de selección: Marta Xargay.

## Temporada 09/10

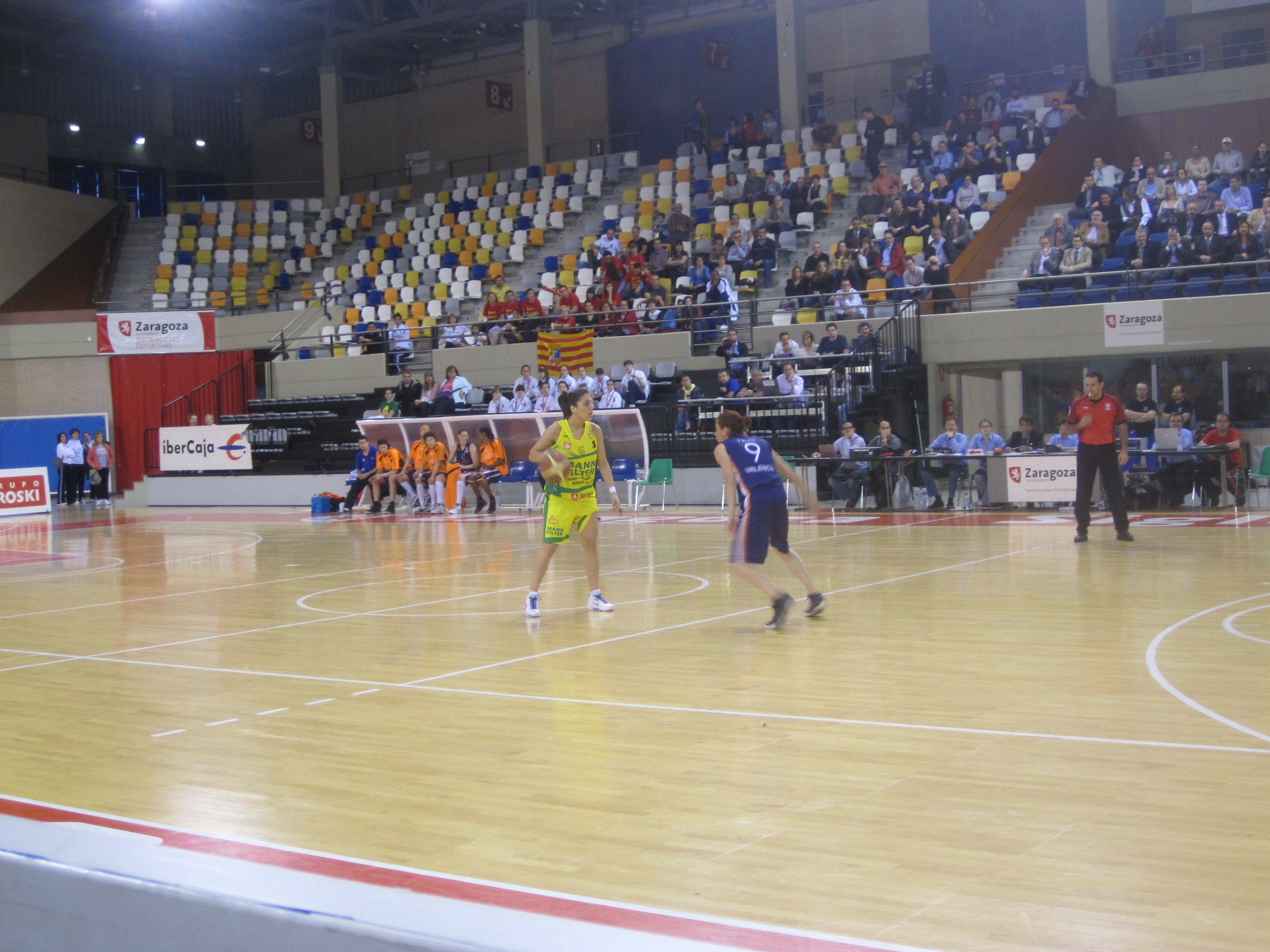
Cristina Ouviña jugando contra su compañera de selección Laia Palau.

Durante la pretemporada ganó el campeonato de Aragón, que su equipo jugó contra el Stadium Casablanca de LF2, donde metió 15 puntos. Esta temporada en liga regular promedia 27,3 minutos en los que mete 7,5 puntos, atrapa 3,2 rebotes, roba 2,8 balones y da 3,2 asistencias.
Al terminar el Mann Filter la liga como cuarto clasificado, disputó los Play-Offs por el título de liga, en el que se enfrentó al posteriormente campeón Ciudad Ros Casares de Valencia. Jugando 28 minutos y logrando 5 puntos, 4,5 rebotes, 5 asistencias y 2 robos en los dos partidos. Este año, disputó su último campeonato con las selecciones inferiores, el Europeo de Letonia U-20, en el que ganó otra medalla de Plata, siendo derrotadas de nuevo por Rusia por un solo punto. Fue la base titular del combinado nacional, de media jugó 28,9 minutos, que le valieron para anotar 11,2 puntos, repartir 3,8 asistencias y rebotear en 5 ocasiones por partido. Su partido más destacado del torneo fue la final, en la que tiró del equipo durante todo el partido encestando 24 puntos, cogiendo 8 rebotes, dando 3 asistencias y robando 4 balones. A falta de pocos segundos fue la encargada de hacer la acción que pudo dar el triunfo a España, pero este se salió.
En enero de 2010, disputó con el Mann Filter la Copa de la Reina de baloncesto, que se celebraba en su ciudad natal, en el pabellón Príncipe Felipe de Zaragoza, y donde su equipo cayó eliminado ante el todopoderoso Ros Casares de Valencia en semifinales por 75 a 52, un partido en el que disputó 30:49 minutos, metió 9 puntos, cogió 3 rebotes, dio 6 asistencias y robó 5 balones; además recibió 7 faltas, para acabar con una valoración de 14 puntos.

## Temporada 10/11
En su quinta temporada en el equipo Cristina promedia 5 puntos, 2.7 rebotes, 3 asistencias, 1.9 robos durante los 21.2 minutos que está en pista en Liga Femanina. El 23 de octubre de 2010, en Fuenterrabía disputa su partido oficial número 100 desde que debutó con el primer equipo.
También disputó la EuroCup Woman en la que su equipo llegó hasta los cuartos de final con unos números notables 4.9 puntos, 2.7 rebotes, 3.2 asistencias y 2 robos en 21.7 minutos.
El día 5 de mayo el seleccionador nacional José Ignacio Hernández hace publica la preselección sénior femenina con 15 jugadoras para el Eurobasket de Polonia 2011, en la que aparece.

## Temporadas 12/13, 13/14, 14/15 y 15/16
Polonia. Wisla-Can Pack.

## Temporada 17/18
Campeona de la liga de Francia con el Tango Bourges. Campeona de la Copa de Francia con el Tango Bourges.

## Temporada 20/21
Cristina regresa a la liga española de la mano del Valencia Basket.

## Clubes
| Club                 | País    | Periodo   |
| -------------------- | ------- | --------- |
| Mann Filter Zaragoza | España  | 2006-2012 |
| Wisła Kraków         | Polonia | 2012-2016 |
| Nadezhda Oremburgo   | Rusia   | 2016-2017 |
| Bourges Basket       | Francia | 2017-2019 |
| USK Praga            | Chequia | 2019-2020 |
| Valencia Basket      | España  | 2020-act. |

## Estadísticas Euroliga
|  | Denota temporadas en las que se proclama campeón de la Euroliga |

| Temporada | Equipo          | PJ  | MPP  | PPP | RPP | APP |
| --------- | --------------- | --- | ---- | --- | --- | --- |
| 2012-13   | Wisla Can-Pack  | 12  | 28,7 | 6,1 | 3,5 | 4,8 |
| 2013-14   | Wisla Can-Pack  | 14  | 29,8 | 4,9 | 2,5 | 4,1 |
| 2014-15   | Wisla Can-Pack  | 12  | 16,7 | 2,8 | 2,3 | 1,1 |
| 2015-16   | Wisla Can-Pack  | 12  | 35,3 | 10  | 5,9 | 5,0 |
| 2016-17   | Nadezhda        | 17  | 31,8 | 5,6 | 5,1 | 4,9 |
| 2017-18   | Bourges Basket  | 8   | 25,5 | 8   | 3,3 | 4,4 |
| 2018-19   | Bourges Basket  | 16  | 26,1 | 8,4 | 3,8 | 3,6 |
| 2019-20   | USK Praha       | 14  | 27,6 | 8,3 | 5,7 | 5,4 |
| 2021-22   | Valencia Basket | 2   | 20,4 | 8,5 | 3,5 | 7.5 |
| 2022-23   | Valencia Basket | 12  | 21,3 | 4,8 | 3,1 | 3,7 |
| 2023-24   | Valencia Basket | 12  | 21,7 | 5,3 | 3,2 | 4,2 |
| Total     |                 | 105 | 27,9 | 6,7 | 4,1 | 4,2 |

(Leyenda: PJ= Partidos jugados; MPP= Minutos por partido; PPP= Puntos por partido; RPP= Rebotes por partido; APP= Asistencias por partido)

## Palmarés

### Clubes
Wisła Kraków
- Liga de Polonia (3): 2013/14, 2014/15, 2015/16
- Copa de Polonia (2): 2013/14, 2014/15

Bourges Basket
- Supercopa de Francia (2): 2017, 2018
- Copa de Francia (2): 2017/18, 2018/19
- Liga de Francia (1): 2017/18

ZVVZ USK Praga
- Liga Checa NBL (1): 2019/20

Valencia Basket
- Eurocup Femenina (1): 2020/21
- Supercopa de Europa (1): 2021
- Supercopa de España (3): 2021, 2023, 2024
- Liga Femenina (2): 2022/23, 2023/24
- Copa de la Reina (1): 2023/24

### Selección española

#### Absoluta
- Eurobasket 2013 ( Francia)
- Eurobasket 2019 ( Letonia– Serbia)
- Eurobasket 2023 ( Eslovenia– Israel)
- Mundial 2018 ( España)

#### Categorías inferiores
- Europeo U16 2006 ( Eslovaquia)
- Europeo U20 2010 ( Letonia)
- Europeo U20 2009 ( Polonia)
- Mundial Sub-19 2009 ( Tailandia) – Equipo ideal

### Individual
- MVP Nacional Liga Femenina: 2020/2021
- Quinteto ideal Liga Femenina: 2020/2021
- Mejor Base Liga Femenina: 2020/2021
- MVP Supercopa de Europa: 2021
- MVP Supercopa de España: 2021

Otros reconocimientos
- Trofeo a la deportista aragonesa más destacada: 2006
- Mejor jugadora AZAB: 2007
- Mejor deportista promesa de Aragón: 2009
- Trofeo Cesaraugusto femenino: 2009
- Mejor Base del Mundial U-19: 2009
- Quinteto ideal del Mundial U-19: 2009
- Premio Mujer y Deporte por mejor deportista Aragonesa Individual: 2020
- Premio Gigante del Año por Mejor Jugadora del Año: 2020
- Mejor Jugadora Nacional Gala Baloncesto Español: 2021